# Alagyaz
Alagyaz (en arménien : Ալագյազ ; jusqu'en 1938 Mets Jamshlu) est une communauté rurale du marz d'Aragatsotn, en Arménie. Elle compte 470 habitants en 2009.

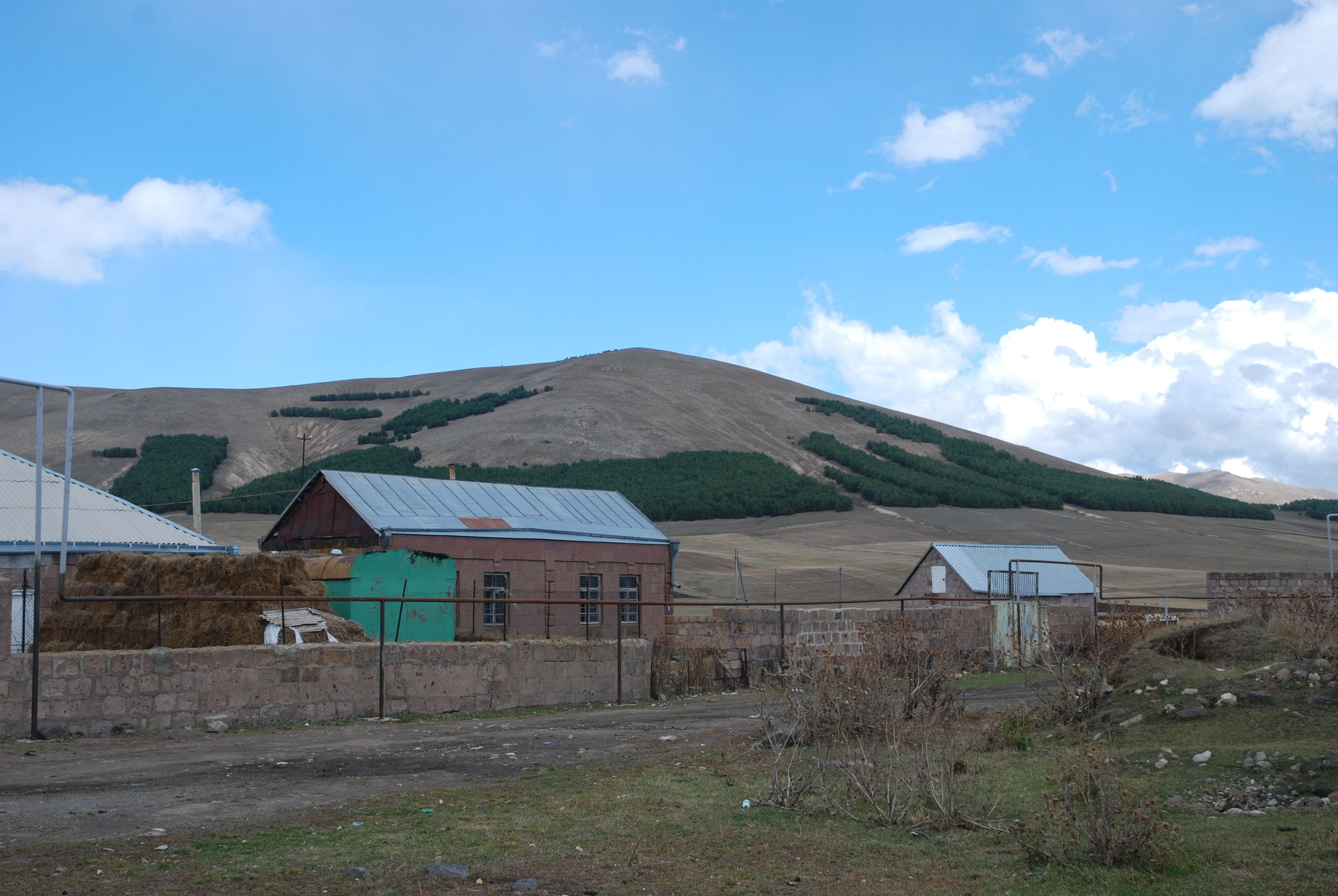
Alagyaz

## Articles  connexes
- Route M3